# Joshua Bassett
Joshua Taylor Bassett, ameriški igralec in pevec, * 22. december 2000, Kalifornija, Združene države Amerike.

## Filmografija
- 2017: Smrtonosno orožje (Lethal Weapon)
- 2018:	Igra Shakers (Game Shakers)
- 2018:	Umazani Janez (Dirty John)
- 2018: Zagozden v sredini (Stuck in the Middle)
- 2019: Greyjeva anatomija (Grey's Anatomy)
- 2019-2023: Srednješolski muzikal: muzikal: serija (High School Musical: The Musical: The Series)
- 2021: Limbo
- 2021: Noč z Joshuo Bassettom (A Night With Joshua Bassett)
- 2022: Boljši Nate kot kadarkoli (Better Nate Than Ever)
- 2022: Noč v muzeju: Kahmunrah ponovno vstaja (Night at the Museum: Kahmunrah Rises Again)

## Diskografija
- Joshua Bassett (2021)
- Crisis / Secret / Set Me Free (2021)
- Sad Songs in a Hotel Room (2022)
- Different (2022)